# O'Connell Street

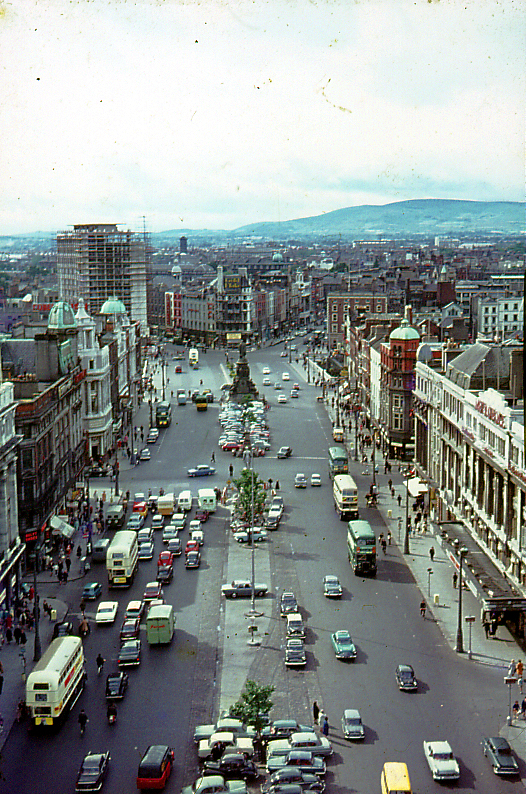
O'Connell Street gezien vanaf Nelson's Pillar in 1964

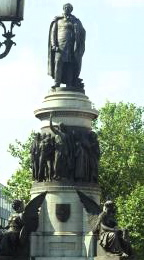
Standbeeld van Daniel O'Connell

O'Connell Street (Iers-Gaelisch:Sráid Uí Chonaill) is een verkeersader en winkelstraat in het centrum van de Ierse hoofdstad Dublin.
De straat is, met een breedte tussen 46 en 49 meter, een van de breedste in Europa. Voorheen heette de straat Sackville Street, maar in 1924 werd hij omgedoopt, om daarmee de 19e-eeuwse Ierse nationalistische leider Daniel O’Connell te eren. Zijn standbeeld staat aan het begin van de straat, tegenover de eveneens naar hem genoemde brug over de rivier de Liffey.
O’Connell Street is een drukke winkelstraat en wandelpromenade met veel allure en doet enigszins denken aan de Parijse Champs-Élysées, zij het, met een lengte van ongeveer 500 meter, op een kleinere schaal.

Aan beide zijden bevindt zich een breed trottoir en in de middenberm is een wandelgebied gecreëerd. Hierop staan verschillende beelden van Ierse nationale figuren, van O’Connell zelf aan het begin tot een beeld van Charles Stewart Parnell aan het eind. Het meest opvallende beeld in de straat is The Spire, een 120 meter hoog kunstwerk dat in 2003 werd geplaatst op de plek waar zich voorheen Nelson's Pillar bevond, een monument voor de Britse admiraal Horatio Nelson dat in 1966 door Republikeinse activisten werd opgeblazen. Ook het General Post Office (hoofdpostkantoor), het hoofdkwartier van An Post, maar tijdens de Paasopstand het hoofdkwartier van de opstandelingen, is een blikvanger in O'Connell Street.
In de jaren 70 en 80 van de vorige eeuw had de straat veel te lijden onder een slechte stadsplanning. Speculanten en projectontwikkelaars brachten veel schade toe aan de bestaande bebouwing en verschillende gebouwen uit de 19e en het begin van de 20e eeuw werden gesloopt om plaats te maken voor gokhallen, fastfoodrestaurants en goedkope winkels, waardoor de straat veel van zijn oude allure kwijtraakte. Aan het eind van de 20e en het begin van de 21e eeuw werd de stadsplanning van Dublin met vernieuwde energie ter hand genomen. Het aantal rijbanen werd teruggebracht van drie naar twee, de trottoirs werden verbreed, de standbeelden werden waar nodig gerestaureerd en de stijl van het straatmeubilair werd aangepast.
Om een herhaling van in het verleden gemaakte fouten te voorkomen, zijn door de gemeenteraad beschermende maatregelen getroffen.